# Stilobezzia ochracea
Stilobezzia ochracea är en tvåvingeart som först beskrevs av Johannes Winnertz 1852.  Stilobezzia ochracea ingår i släktet Stilobezzia och familjen svidknott. Inga underarter finns listade i Catalogue of Life.